# Кайка-Мару
Кайка-Мару — транспортне судно, яке під час Другої світової війни взяло участь у операціях японських збройних сил в архіпелазі Бісмарка.

## Початок експлуатації
Кайка-Мару спорудили в 1943 році на верфі Dairen Senkyo Tekko в Дайрені (Далянь у Маньчжурії) на замовлення компанії Dairen Kisen.
Протягом літа — осені 1943-го судно працювало переважно у водах Японського архіпелагу, де відвідало порти Фушикі, Румой, Йокогама, Карацу, Нішикаджима, Токіо, Кобе, Наката. Також Кайка-Мару кілька разів відвідало Дайрен.
23 жовтня 1943-го судно реквізували для потреб Імперського флоту Японії, де воно класифікувалось як допоміжний транспорт. Перебуваючи вже у складі ВМФ, Кайка-Мару в жовтні — листопаді побувало в Вакамацу (острів Кюсю), Чиннампо (порт в усті корейської річки Тедонган, наразі Namp'o-hang), Куре.

## Рейс до Рабаулу
21 листопада 1943-го судно вийшло з порту Саєкі (острів Кюсю) у складі конвою O-107, котрий 1 грудня прибув на Палау (японський транспортний хаб у західній частині Каролінських островів, звідки, зокрема, ходили конвої в архіпелаг Бісмарка).
12 грудня 1943-го Кайка-Мару у складі конвою N-206 попрямувало до Рабаулу (головна передова японська база на острові Нова Британія, звідки безпосередньо провадились операції на Соломонових островах та сході Нової Гвінеї). 19 грудня під час авіанальоту Кайка-Мару дістало незначні пошкодження, а наступної доби прибуло до Рабаулу (втім, конвой постраждав значно серйозніше, втративши від дій авіації два судна).
Під час перебування Кайка-Мару в Рабаулі на місто здійснювались численні авіанальоти, проте судно не зазнало якихось пошкоджень та 11 січня 1944-го вийшло звідси у складі конвою № 2112, який прямував на Трук (важлива база на сході Каролінських островів, котра до лютого 1944-го відігравала ключову роль у підтримці японських сил на цілому ряді архіпелагів). Кайка-Мару перевозило 102 пасажири та вантаж брухту.
16 січня 1944-го в районі за п'ятсот кілометрів на південний захід від острова Трук підводний човен Blackfish випустив по конвою шість торпед, три з яких поцілили Кайка-Мару. Судно затонуло, забравши з собою 27 пасажирів та 1 члена екіпажу.